# AB行動
AB行動（AB-Aktion, ドイツ語: Außerordentliche Befriedungsaktion, 特別平定行動）とは、第二次世界大戦中にポーランドの指導層や知識層を対象に行われたドイツの作戦。総督府において1940年の春から夏にかけて30,000人以上のポーランド人がドイツ官憲によって逮捕された。そのうち約7,000人が殺害され、残りは強制収容所に送られ、その多くが殺害された。

## 歴史
この反ポーランド作戦はポーランド総督ハンス・フランクによって計画された。ポーランド人の指導層・政治家・芸術家・知識人・反ドイツ活動容疑者に対するこの大量虐殺は、フランス侵攻の間に起こりえるポーランド人レジスタンス運動の妨害と反乱の抑止を目的としたものであった。

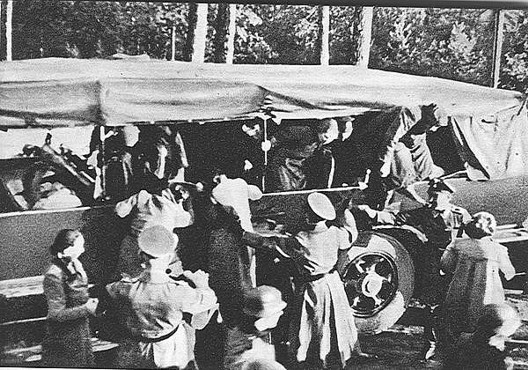
処刑場へと連行されるポーランド人。
_{AB行動によるものと思われる}

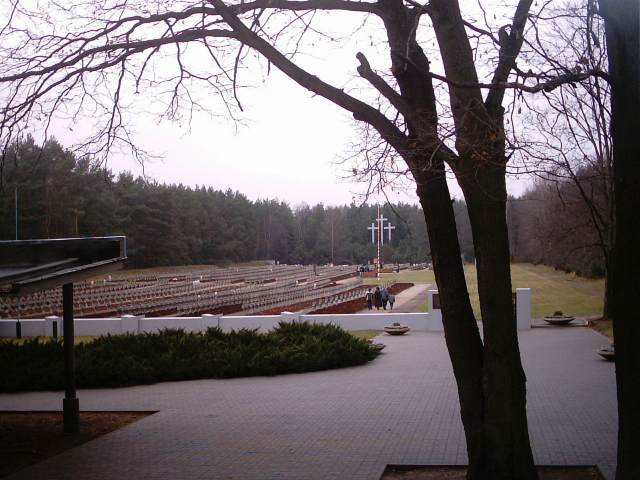
ワルシャワ郊外のパルミリ村にある墓地。
_{AB行動によって殺害されたポーランドの人々2,000人が眠る}

AB行動より前、1939年の終わりから1940年の初めにかけて、ポーランドの大学教授・知識人・作家・政治家・教育者、その他のポーランド社会のエリート層に属する人々はゲシュタポによって逮捕され、その名前が登録された。「特別平定行動」計画は1940年5月16日にハンス・フランクによって承認された。その後の数週間のうちに、ドイツ各警察組織、ゲシュタポ、親衛隊、国防軍がワルシャワ、ウッチ、ルブリン、クラクフなどの主な都市に住む約30,000人のポーランド人を逮捕した。逮捕された人々は悪名高いパヴィアク拘置所などの各拘置所に拘留され、拷問を受けた。
ほどなく、ワルシャワ、クラクフ、ラドム、キェルツェ、ノヴィ・ソンチ、タルヌフ、ルブリン、ヴィシニチュの拘置所に逮捕されていたポーランド人はアウシュヴィッツ、ザクセンハウゼン、マウトハウセンに代表される強制収容所に送られた。およそ3,500人のポーランド人知識人がワルシャワ郊外のパルミリ村、フィルレイ村、ラドム郊外のヴィンツェンティヌフ村、スカジンスコ‐カミェンナ郊外のブリジンの森の虐殺専用地で殺害された。
AB行動と同様かつ同規模の虐殺行為は総督府以外の占領地域でも行われた。ノーマン・ディヴィス (Norman Davies) などの歴史家は、ポーランド指導層に対する迫害行為はソ連当局の協力で行われたと主張している。このころソ連はスモレンスク郊外のカティンの森で22,000人のポーランド軍将校を殺害する準備をしていた。
ポーランド人知識人に対する積極的な迫害行為は第二次世界大戦が終わるまで続いた。AB行動はフランス侵攻の間だけでなくソ連侵攻後にも延長された。元ポーランド共和国首相で数学者のカジミェシュ・バルテル (Kazimierz Bartel) をはじめとしたルヴフ大学の45人の教授陣が家族や客人とともに殺害されたルヴフ大学教授殺害事件はもっとも代表的なものである。その他数千人ものポーランド人がヴィリニュス郊外の街ポナリで、あるいは強制収容所やドイツによって占領下のポーランドに作られたゲットーで命を落とした。
戦後、AB行動に加担した者の多くはニュルンベルク裁判にかけられた。しかし、ほとんどのドイツ軍司令官に対してはこの戦争犯罪の嫌疑が掛けられなかった。